# Anniina Kortetmaa
Anniina Olivia Kortetmaa (* 9. Januar 1995 in Kannus) ist eine finnische Leichtathletin, die sich auf den Sprint spezialisiert hat.

## Sportliche Laufbahn
Erste internationale Erfahrungen sammelte Anniina Kortetmaa im Jahr 2015, als sie bei den U23-Europameisterschaften in Tallinn im 100-Meter-Lauf mit 11,88 s in der ersten Runde ausschied und mit der finnischen 4-mal-100-Meter-Staffel im Vorlauf disqualifiziert wurde. 2017 nahm sie im 60-Meter-Lauf an den Halleneuropameisterschaften in Belgrad teil und erreichte dort das Halbfinale, in dem sie mit 7,41 s ausschied. Anschließend schied sie bei den U23-Europameisterschaften in Bydgoszcz mit 11,77 s über 100 Meter in der Vorrunde aus und erreichte anschließend bei der Sommer-Universiade in Taipeh im 200-Meter-Lauf das Halbfinale, in dem sie mit 24,62 s ausschied. Zwei Jahre später gelangte sie bei den Studentenweltspielen in Neapel über 100 und 200 Meter bis in das Semifinale und schied dort mit 11,86 s und 24,08 s aus. 2021 startete sie bei den Halleneuropameisterschaften in Toruń über 60 Meter, schied dort aber mit 7,48 s in der Vorrunde aus. Im Jahr darauf ging sie bei den Weltmeisterschaften in Eugene über 200 Meter an den Start und schied dort mit 23,51 s in der ersten Runde aus. Anschließend schied sie bei den Europameisterschaften in München mit 23,60 s ebenfalls im Vorlauf aus und verpasste mit der Staffel mit 44,73 s den Finaleinzug.
2023 wurde sie bei der 1. Liga der Team-Europameisterschaft im Zuge der Europaspiele in Chorzów mit der 4-mal-100-Meter-Staffel disqualifiziert. Anschließend kam sie bei den Weltmeisterschaften in Budapest mit 23,52 s nicht über den Vorlauf über 200 Meter hinaus. Im Jahr darauf schied sie bei den Europameisterschaften in Rom mit 43,68 s in der ersten Runde über 200 Meter aus und verpasste mit der 4-mal-100-Meter-Staffel mit 43,68 s den Finaleinzug. 
In den Jahren 2020, 2021 und 2023 wurde Kortetmaa finnische Meisterin im 200-Meter-Lauf sowie 2018 und 2021 über 100 Meter. Zudem wurde sie 2017 und 2018 Hallenmeisterin über 60 Meter und 2023 über 200 Meter und in der 4-mal-200-Meter-Staffel.

## Persönliche Bestleistungen
- 100 Meter: 11,46 s (+0,1 m/s), 27. Juli 2021 in Riihimäki
  - 60 Meter (Halle): 7,36 s, 17. Januar 2017 in Kuopio
- 200 Meter: 23,22 s (+1,1 m/s), 8. August 2023 in Tampere
  - 200 Meter (Halle): 23,64 s, 19. Februar 2023 in Helsinki